# Laphria constricta
Laphria constricta là một loài ruồi trong họ Asilidae. Laphria constricta được Walker miêu tả năm 1855. Loài này phân bố ở miền Ấn Độ - Mã Lai.